# Antonios Papaigannou
Antonios Papaigannou (in greco Αντώνηος Παπαϊωάννου?; 1876) è stato un ginnasta greco.
Partecipò alle gare di ginnastica delle prime Olimpiadi moderne che si svolsero ad Atene nel 1896.
Prese parte alla trave e alle parallele, senza risultati di rilievo.